# 因斯维莱尔
因斯维莱尔（法語：Insviller，法語發音：[insvilɛʁ]）是法国摩泽尔省的一个市镇，属于萨尔堡-萨兰堡区。

## 地理
因斯维莱尔（48°53'17"N, 6°53'47"E）面积8.34 平方千米，位于法国大東部大區摩泽尔省，该省份为法国东北部内陆省份，是洛林的一部分，西南接默尔特-摩泽尔省，东临下莱茵省，北与卢森堡和德国接壤。
与因斯维莱尔接壤的市镇（或旧市镇、城区）包括：洛尔、卢德勒凡、曼斯泰、维贝斯维莱尔。
因斯维莱尔的时区为UTC+01:00、UTC+02:00（夏令时）。

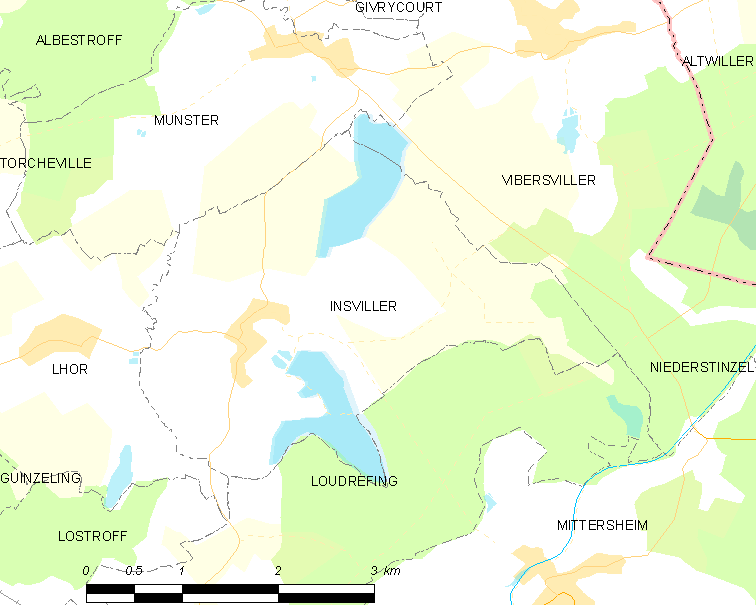
因斯维莱尔的OSM定位图

## 行政
因斯维莱尔的邮政编码为57670，INSEE市镇编码为57347。

## 政治
因斯维莱尔所属的省级选区为索努瓦县。

## 人口

1962-2008年间因斯维莱尔人口变化图示

因斯维莱尔于2022年1月1日时的人口数量为171人。